# East Franklin (New Jersey)
East Franklin est une communauté non incorporée et une census-designated place du comté de Somerset, dans l'État du New Jersey, aux États-Unis. En 2020, elle compte une population de 9 788 habitants.